# Lauren Harris
Lauren Harris (ur. 6 lipca 1984) – brytyjska wokalistka, córka basisty Iron Maiden, Steve’a Harrisa.
Lauren Harris została wypromowana przez Russa Ballarda. W 2007 roku odbyła trasę z Within Temptation. Występowała też jako support Iron Maiden w letniej części trasy promującej A Matter of Life and Death.

## Skład zespołu
- Lauren Harris – wokal prowadzący (2005–2010)
- Randy Gregg – gitara basowa, wokal wspierający (2005–2010)
- Richie Faulkner – gitara, wokal wspierający (2005–2010)
- Tommy McWilliams – perkusja (2005–2008)
- Olly Smith – perkusja (2008–2010)

## Dyskografia
- Calm Before the Storm (2008)[1]

## Filmografia
- Iron Maiden: Flight 666 (2009, film dokumentalny, reżyseria: Sam Dunn, Scot McFadyen)[2]